# Cicurina utahana
Espèce
Synonymes
- Cicurina utahana anderis Chamberlin, 1919

Cicurina utahana est une espèce d'araignées aranéomorphes de la famille des Cicurinidae.

## Distribution
Cette espèce est endémique des États-Unis. Elle se rencontre en Utah, au Nouveau-Mexique et en Californie.

## Description
La femelle holotype mesure 5,2 mm.
Les mâles mesurent de 2,85 à 4,70 mm et les femelles de 4,20 à 620 mm.

## Systématique et taxinomie
Cette espèce a été décrite par Chamberlin en 1919. Elle est placée en synonymie avec Cicurina robusta par Exline en 1936. Elle est relevée de synonymie par Chamberlin et Ivie en 1940.
Cicurina utahana anderis a été placée en synonymie par Chamberlin et Ivie en 1940.

## Étymologie
Son nom d'espèce lui a été donné en référence au lieu de sa découverte, l'Utah.

## Publication originale
- Chamberlin, 1919 : « New western spiders. » Annals of the Entomology Society of America, vol. 12, p. 239-260.